# San Vicente (Moravia)
San Vicente è un distretto della Costa Rica, capoluogo del cantone di Moravia, nella provincia di San José.